# Хатиора
Хатиора (лат. Hatiora) — род эпифитных кактусов из тропических лесов Бразилии. Число видов, по разным данным, составляет от пяти до десяти. Некоторые виды — популярные комнатные растения.
Некоторые систематики включают виды этого рода в другой род кактусов — Рипсалис (Rhipsalis Gaertn.)

## Название
Своё научное название род получил в честь английского математика и путешественника XVI века Томаса Хэрриота (1560—1621), одного из первых исследователей природы Северной Америки. Данное название является анаграммой его фамилии. Изначально род был назван Огюстеном Декандолем в 1834 году Hariota, но позже выяснилось, что это название уже было использовано ранее (название Hariota Adans. (1763) сейчас входит в синонимику рода Rhipsalis Gaertn.).
В синонимику рода входят следующие названия:
- Epiphyllopsis Backeb. & F.M.Knuth
- Hariota DC. (1834), non  Adans. — Гариота[5]
- Pseudozygocactus Backeb.
- Rhipsalidopsis Britton & Rose

## Распространение
В природе растения этого рода растут на стволах и ветвях деревьев или на земле во влажных тропических лесах Бразилии. Годовое количество осадков здесь составляет от 2000 до 3000 миллиметров, а температура воздуха практически никогда не опускается ниже 18 °C.

## Биологическое описание

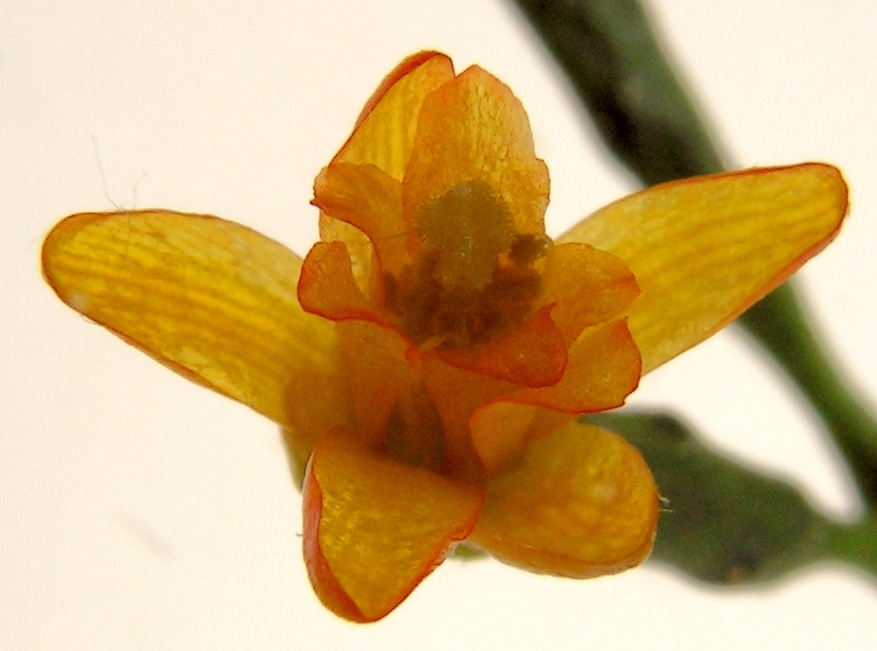
Хатиора солеросовая (Hatiora salicornioides): цветок крупным планом

Представители рода — суккулентные кустарнички со стеблями, состоящими из члеников. Членики у некоторых видов цилиндрические, булавовидные (кеглевидные), у других видов — плоские.
Цветки появляются только в самых молодых ареолах на верхушках стеблей, что является характерным отличием от близкого к хатиоре рода Рипсалис (Rhipsalis). Окраска венчиков — жёлтая, розовая, красная в зависимости от вида.
Плод — ягода жёлтого или белого цвета.

## Культивирование
Как оранжерейное и комнатное растение чаще всего выращивают хатиору солеросовую.
Агротехника для хатиоры примерно такая же, как для рипсалиса, что связано с общностью мест их обитания. Земля используют листовую, с добавлением торфяной крошки, сфагнума и древесного угля. Посуду лучше использовать широкую и невысокую. Летом растения лучше всего содержать при высокой температуре и высокой влажности, утром и вечером опрыскивать.
Размножение — семенами и черенками. Допустимо проводить обрезку.

## Классификация
В традиционной системе классификации кактусовых Курта Бакеберга род Хатиора отнесён к подтрибе Рипсалисовые (Rhipsalidinae Backeb.) трибы Тропические лесные кактусы (Hylocereeae Backeb.) подсемейства Цереусовые (Cereoideae Schum.).
Согласно современным представлениям род Хатиора относится к трибе Рипсалисовые (Rhipsalideae) подсемейства Кактусовые (Cactoideae).

## Виды
По информации базы данных The Plant List, род включает 8 видов:
- Hatiora cylindrica Britton & Rose (1923)
- Hatiora epiphylloides (Porto & Werderm.) P.V.Heath (1983)
- Hatiora gaertneri (Regel) Barthlott (1987) — Хатиора Гартнера
- Hatiora × graeseri (Werderm.) Barthlott
- Hatiora herminiae (Porto & A.Cast.) Backeb.ex Barthlott
- Hatiora pentaptera (Pfeiff. ex A. Dietr.) Lem.
- Hatiora rosea (Lagerh.) Barthlott (1987) — Хатиора розовая
- Hatiora salicornioides (Haw.) Britton & Rose (1915) typus — Хатиора солеросовая, или Хатиора солеросовидная — отличается от других видов круглыми (кеглеобразными) члениками и жёлтой окраской цветков.